# Nettie Stevens
Nettie Maria Stevens (Cavendish (Vermont, Verenigde Staten), 7 juli 1861 – Baltimore (Maryland, Verenigde Staten), 4 mei 1912) was een Amerikaanse geneticus. Stevens ontdekte in 1905 de geslachtschromosomen.

## Biografie
Nettie Maria Stevens werd op 7 juli 1861 geboren in Cavendish, Vermont, als dochter van Julia (geboortenaam Adams) en Ephraim Stevens. Na de dood van haar moeder hertrouwde haar vader en verhuisde het gezin naar Westford in Massachusetts.

## Opleiding
Stevens studeerde in 1880 af aan de Westford Academy. Stevens was bibliothecaresse en gaf les op een middelbare school, onder andere in fysiologie en zoölogie, maar ook in wiskunde, Latijn en Engels.
Later ging ze weer studeren en behaalde ze haar bachelor (1899) en master (1900) aan de Stanford-universiteit. Ze vervolgde haar opleiding in cytologie aan het Bryn Mawr College, waar ze promoveerde. Ze werd beïnvloed door het werk van het voormalig hoofd van de afdeling biologie, Edmund Beecher Wilson, en van zijn opvolger Thomas Hunt Morgan.

## Professionele carrière
Ondanks dat Stevens haar baanbrekende ontdekkingen publiceerde, geven velen de eer aan Edmund Wilson, een geneticus die in dezelfde vakgebieden werkte als Stevens. Hoewel Stevens en Wilson gelijktijdig aan chromosomale geslachtsbepaling werkten, kwamen ze onafhankelijk van elkaar tot deze conclusie. Sterker nog, Thomas Hunt Morgan, een mentor van Stevens die destijds de theorie van chromosomale overerving niet accepteerde, wordt vaak geprezen voor de ontdekking van de genetische basis voor seksediscriminatie. Morgan won zelfs een Nobelprijs in 1933 "voor zijn ontdekkingen over de rol die het chromosoom speelt in erfelijkheid."
Stevens deed al haar onderzoek aan het Bryn Mawr College. Ze ontdekte dat bij sommige soorten de chromosomen bij beide seksen verschillend zijn en dat waarneembare verschillen in chromosomen gekoppeld kunnen worden aan fysieke verschillen, namelijk of een individu mannelijk of vrouwelijk is. Stevens gebruikte veel verschillende insecten voor haar onderzoekswerk in 1905. Zo identificeerde zij het Y-chromosoom in de meeltor Tenebrio. Ze deduceerde uit haar onderzoek en experimenten dat de chromosomale basis van sekse afhing van de aan- of afwezigheid van de Y-chromosoom.

## Overlijden
Slechts negen jaar na haar promotie overleed Stevens op 4 mei 1912 op vijftigjarige leeftijd aan borstkanker.